# Южно-Дубровне
Южно-Дубро́вне (рос. Южно-Дубровное) — село у складі Армізонського району Тюменської області, Росія.
Населення — 473 особи (2010, 537 у 2002).
Національний склад станом на 2002 рік:
- росіяни — 85 %